# Aporophyla orientalis
Aporophyla orientalis là một loài bướm đêm trong họ Noctuidae.